# Cortodera cirsii
Cortodera cirsii — жук из семейства усачей и подсемейства Усачики.

## Описание
Жук длиной от 8 до 12 мм. Время лёта взрослого жука с апреля по июль.

## Распространение
Распространён в Турции.

## Экология и местообитания
Жизненный цикл вида длится от одного до двух лет. Кормовые растения астровые, например, бодяк (Cirsium).